# Cazasu (gmina)
Cazasu – gmina w Rumunii, w okręgu Braiła. Obejmuje tylko jedną miejscowość Cazasu. W 2011 roku liczyła 2939 mieszkańców. 